# 世界遗产

世界遺產標誌由米歇爾·奧里夫設計，於1978年第二屆世界遺產委員會通過。圖案代表人類文化（內側方形）與地球自然（外側圓形）密不可分。圓形外側環繞的文字為「世界遺產」的英文、法文，與西班牙文。依據聯合國教科文組織規定，此圖像的使用，外圈文字可選擇出現或不出現

世界遺產（英語：World Heritage）是由聯合國教科文組織管理，世界遺產委員會依據《保護世界文化和自然遺產公約》（簡稱《世界遺產公約》）決議通過的地標或區域，其分為自然遗产、文化遗产，以及兼具兩者的複合遺產。被列入世界遺產的地點，必須對全世界人類都具有「突出的普世價值」（Outstanding Universal Value，OUV），在地理或歷史上具有可辨識與特殊的意義。世界遺產可以是古代遺址、歷史建築、城市、沙漠、森林、島嶼、湖泊、山脈、荒野地區。
世界遺產設置的目的為後世子孫保護這些地點，以免因人類或動物入侵，非經授權、不受監控、行政疏忽等造成的破壞。世界遺產始於1972年11月16日聯合國教科文組織大會通過，1975年12月17日生效的《世界遺產公約》。國際文化紀念物與歷史場所委員會、國際自然保護聯盟作為聯合國教科文組織的協力組織，參與世界遺產的甄選、管理與保護工作。
截至2025年，總計有1,248項世界遺產，包括972項文化遺產、235項自然遺產、41項複合遺產。以區域划分，歐洲和北美地區580項最多，其次為亞洲和太平洋地區306項。以締約國划分，意大利共和国61項最多，其次為中华人民共和国60項。

## 歷史沿革

### 文化遺產的保護
文化遺產的概念最早起源於18世紀啟蒙運動時期，在旅遊業興起後，對於保留文化遺產的意願更加濃厚。
國際上保護文化遺產的運動一說起源於《1907年海牙公約》，該公約禁止在戰爭期間損壞紀念碑與文化設施，1922年國際聯盟成立了聯合國教科文組織的前身國際智力合作委員會（ICIC），促進研究人員、科學家、藝術家與其他知識分子之間的文化與知識交流，而後1935年的《洛里奇协定》與1943年的《雅典憲章》強調保護文化遺產的重要性。:2-5
聯合國教科文組織（UNESCO）於1945年成立時，其章程中包含「保存和保護世界的遺產書籍、藝術作品和歷史和科學古蹟」，它還規定向有關國家推薦必要的國際條約。UNESCO於1951年成立「國際古蹟、藝術和歷史遺產及考古發掘委員會」，根據該委員會的建議，1959年於UNESCO大會上通過設立「國際文化遺產保護與修復研究中心」（ICCROM），1965年依據《威尼斯憲章》成立「國際文化紀念物與歷史場所委員會」（ICOMOS）。:4-5, 13
此外，UNESCO在《1907年海牙公約》的基礎上，通過了《1954年海牙公約》，以強化當發生武裝衝突時對於文化財產的保護。UNESCO之後又陸續通過了一系列保護文化財產的建議和條約。:67-69
1954年，埃及政府決定建造阿斯旺水坝，估計落成後的水庫將淹沒尼羅河谷的大片區域，包含古埃及和古努比亞的文化寶藏。1959年，埃及和蘇丹政府請求UNESCO協助他們保護和拯救瀕臨滅絕的古蹟和遺址。1960年，UNESCO發起了拯救努比亞古蹟國際運動。這一呼籲促成數百個遺址的挖掘和記錄，數千件物品的恢復，以及幾個重要寺廟搬遷到地勢更高的地方，其中最著名的是阿布辛拜勒神廟和菲萊神廟。該運動成功於1980年告一段落，為感謝為活動中做出特別貢獻的國家，埃及捐贈了四座神廟；丹铎神庙搬到了纽约的大都會藝術博物館、德波神廟搬到馬德里的西方公園、塔法神庙搬到荷兰莱顿的国立古物博物馆、埃莉西亚神庙搬到意大利都灵的埃及博物館。
該活動耗費8,000萬美元（相當於2020年幣值的2.5億美元），並成功帶動了其他維護活動，例如意大利的威尼斯及其潟湖、巴基斯坦的摩亨佐-达罗、印度尼西亚的婆羅浮屠。之後，UNESCO與ICOMOS共同起草保護文化遺產的公約草案。

### 自然遺產的保護
1735年那不勒斯王国制定了保護自然區域的法律，當時很多自然保護區成立的目的為供皇室狩獵用，那不勒斯政府設立的自然保護區已較接近今日的概念，而不像當時常見供皇室狩獵用的保護區。
1872年美國成立世界第一個國家公園黃石國家公園，之後1879年澳大利亞成立皇家國家公園；1890年，美國環保運動先驅约翰·缪尔在《Century》雜誌發表的兩篇文章，促成優勝美地國家公園的設立。之後在接下來的幾十年裡，國家公園的想法傳播到了世界各地。
1948年，國際自然保護聯盟（IUCN）於法國成立，致力於尋找當前迫切的環境與發展問題的實用解決方式。在世界遺產構想發展之初，自然遺產部分即邀請IUCN作為諮詢顧問。

### 《世界遺產公約》的制定

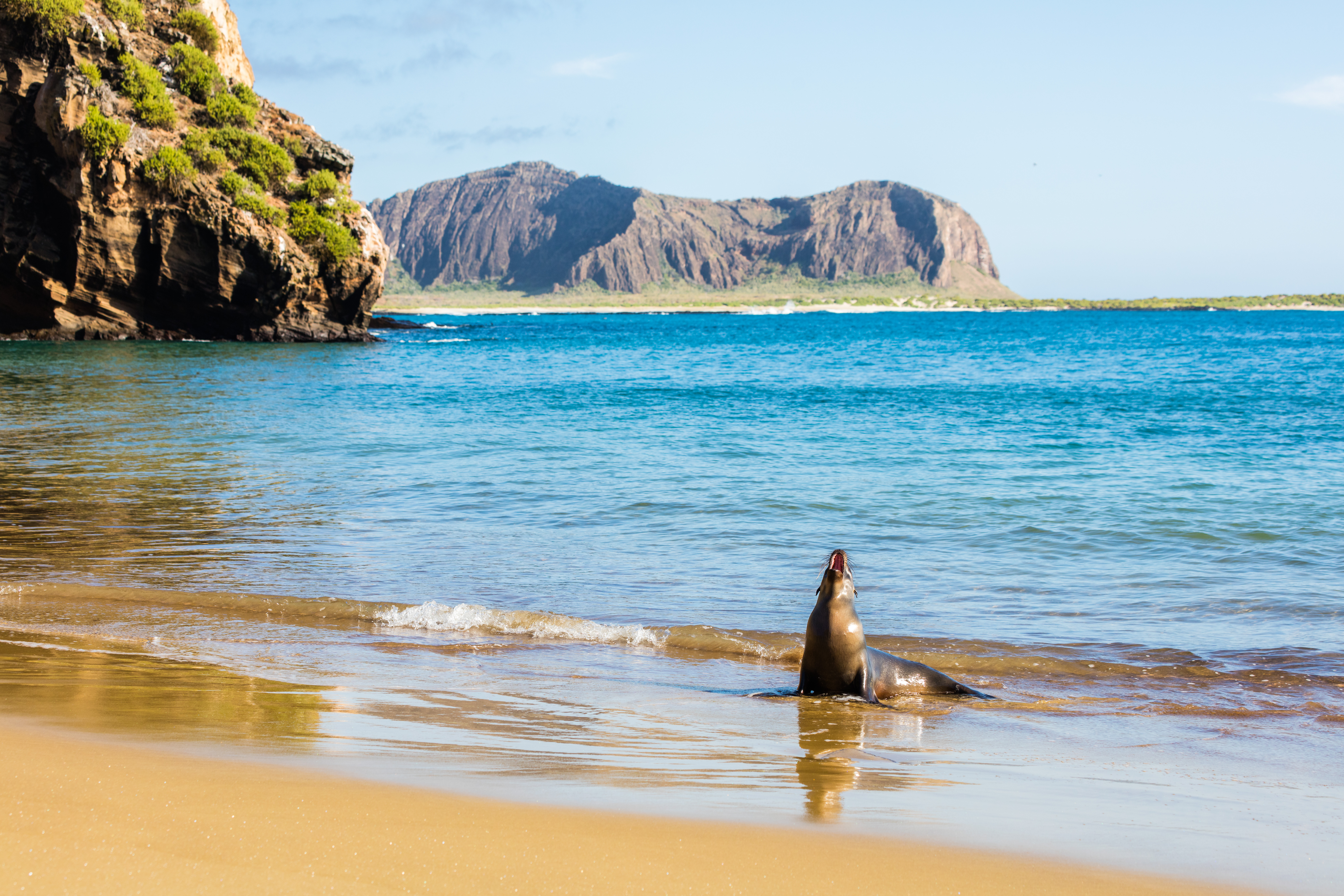
1978年第二屆世界遺產委員會通過，世界遺產編號第1號加拉巴哥群島

1965年，美國举行白宫会议，倡議將文化遺產和自然遺產聯合保護，呼籲設立「世界遺產信託基金」，以保護世界上珍貴的自然風景區和歷史遺跡，供全世界各地的民眾、未來的子孫使用。IUCN在1968年也提出了類似的建議，並於1972年在瑞典首都斯德哥爾摩舉行的聯合國人類環境會議中提交討論。
1972年11月16日，在巴黎舉行的第十七屆聯合國教科文組織大會通過了《保護世界文化和自然遺產公約》，該公約在獲得20個批准書後生效，其於1975年12月17日達成。截至2025年，已有196個締約國批准，其中包括192個聯合國成員國，2個聯合國觀察員國（聖座、巴勒斯坦國），2個新西兰聯繫邦（库克群岛、紐埃）。所有聯合國成員國中，僅列支敦士登尚未批准該公約。
1976年11月，世界遺產公約第一次締約方大會召開，此會議每兩年召開一次，以選出世界遺產委員會的成員國，並確認每個締約國需要向世界遺產基金捐款的金額:53。第一次締約方大會選舉了第一屆世界遺產委員會成員，通過了《世界遺產公約工作指南》，並於次年（1977年）召開了第一屆世界遺產委員會:81-82。之後，在1978年的第二屆世界遺產委員會上，厄瓜多尔的加拉巴哥群島等12個項目被登記為第一批世界遺產:84。

### 提名規則修正
1994年11月，日本政府、UNESCO、ICCROM，與ICOMOS共同籌辦「奈良會議」，會中依據1964年制定的《威尼斯憲章》，針對「真實性」議題訂定《奈良真實性文件》，簡稱《奈良文件》，對於文化遺產的價值與真實性之定義達成更廣泛、客觀地評估。《奈良文件》的主要觀點為「不完整的原物」遠比修護過「完整的非原物」更具有其真實性，因此並不鼓勵只求完整但忽略真實性的古蹟整修。
根據ICOMOS在1987－1993年的調查，《世界遺產名錄》中與欧洲、基督教相關的項目占比過高，代表性缺乏平衡，世界遺產委員會於1994年啟動「全球性策略」加以修正。2000年第24屆世界遺產委員會上通過《凱恩斯決議》（Cairns Decision），限制已有較多世界遺產的締約國申報數量，對沒有世界遺產的締約國的申報給予特別支持。2004年第28屆世界遺產委員會上修正《凱恩斯決議》為《凱恩斯-蘇州決議》（Cairns-Suzhou Decision），希望貫徹世界遺產的全球性策略，追求世界遺產所應具備的全球代表性和平衡性，各締約國每年最多可提名兩項世界遺產，但其中有一項必須是自然遺產。

## 相關組織與世界遺產基金

### 世界遺產委員會
世界遺產委員會的職責為根據《世界遺產公約》，審查成員國提交的報告，決定可列入「世界遺產名錄」和「瀕危世界遺產名錄」的項目；分配世界遺產基金，對締約國的遺產保護與修護工作給予財政援助。
世界遺產委員會由批准《世界遺產公約》的締約國中選出21名代表組成。根據《世界遺產公約》規定，委員會成員的任期為6年，但目前各締約國均自願將其任期限制為4年，以便讓其他締約國有機會參與委員會，已成為慣例。委員會中選舉7名世界遺產委員會主席團，其中包括1名主席、5名副主席、1名報告員，主席團負責世界遺產委員會的協調工作，包括決定開會日期、會議的主持等。
世界遺產委員會敦請相關組織協助，以提供世界遺產委員會專業意見。包括國際文物保護與修復研究中心（ICCROM）、國際文化紀念物與歷史場所委員會（ICOMOS）和世界自然保護聯盟（IUCN）。
世界遺產委員會原則上每年召開一次，但有兩屆因外在因素改為隔年召開一次。第44屆世界遺產委員會原訂2020年舉行，但因2019冠状病毒病疫情推遲至2021年7月；第45屆世界遺產委員會原訂2022年在俄罗斯喀山舉行，但因俄羅斯入侵烏克蘭，部分成員國要求更改地點舉行而延至2023年9月。

### 世界遺產中心
世界遺產中心成立於1992年，為聯合國教科文組織的轄下組織，負責世界遺產的各項相關事務，其位於法国巴黎丰特努瓦广场的聯合國教科文組織大樓內。世界遺產中心負責辦理世界遺產委員會及其主席團的年度會議、向締約國提供關於準備遺址提名的建議、世界遺產基金的管理、組織當世界遺產受到威脅時的緊急行動、更新世界遺產名錄和數據庫、開發教材以提高各界對遺產保護必要性的認識等。

### 世界遺產基金
世界遺產基金根據《世界遺產公約》第15條，於1977年成立，以作為世界遺產中心運作、世界遺產審查、專家諮詢、教育宣導材料、活動舉辦，以及緊急援助活動的經費。世界遺產基金在2024—2025兩年期的經費為580萬美元，另外還有40萬美元用於向處於緊急危險（例如由於火災、洪水或戰爭）的場所提供緊急援助。
世界遺產基金的主要來源為根據《世界遺產公約》第16.1條，世界遺產中心定期向締約國收取分攤費用。另外世界遺產基金也接受個人與組織指定特定用途、或是不指定用途的捐贈。

## 世界遺產登錄
各締約國需要首先對該國有價值的文化和自然遺產列出一份詳細的目錄，稱為預備名單，原則上沒有列入預備名單的遺產不能申報。之後，該國可以從預備名單中提名，世界遺產中心會對於如何準備提名表提供建議和協助。提交世界遺產中心的提名表先由國際文化紀念物與歷史場所委員會（ICOMOS）和世界自然保護聯盟（IUCN）獨立審核，評估報告送到世界遺產委員會。委員會每年开會討論是否將提名遺產「入選」至《世界遺產名錄》。委員會有時作出「補充資訊」、「退回重報」結論並要求會員國提供更多信息，或者決議「無法入選」。「無法入選」提名項目除非有新科學事證，否则不得再次申請。

### 預備名單

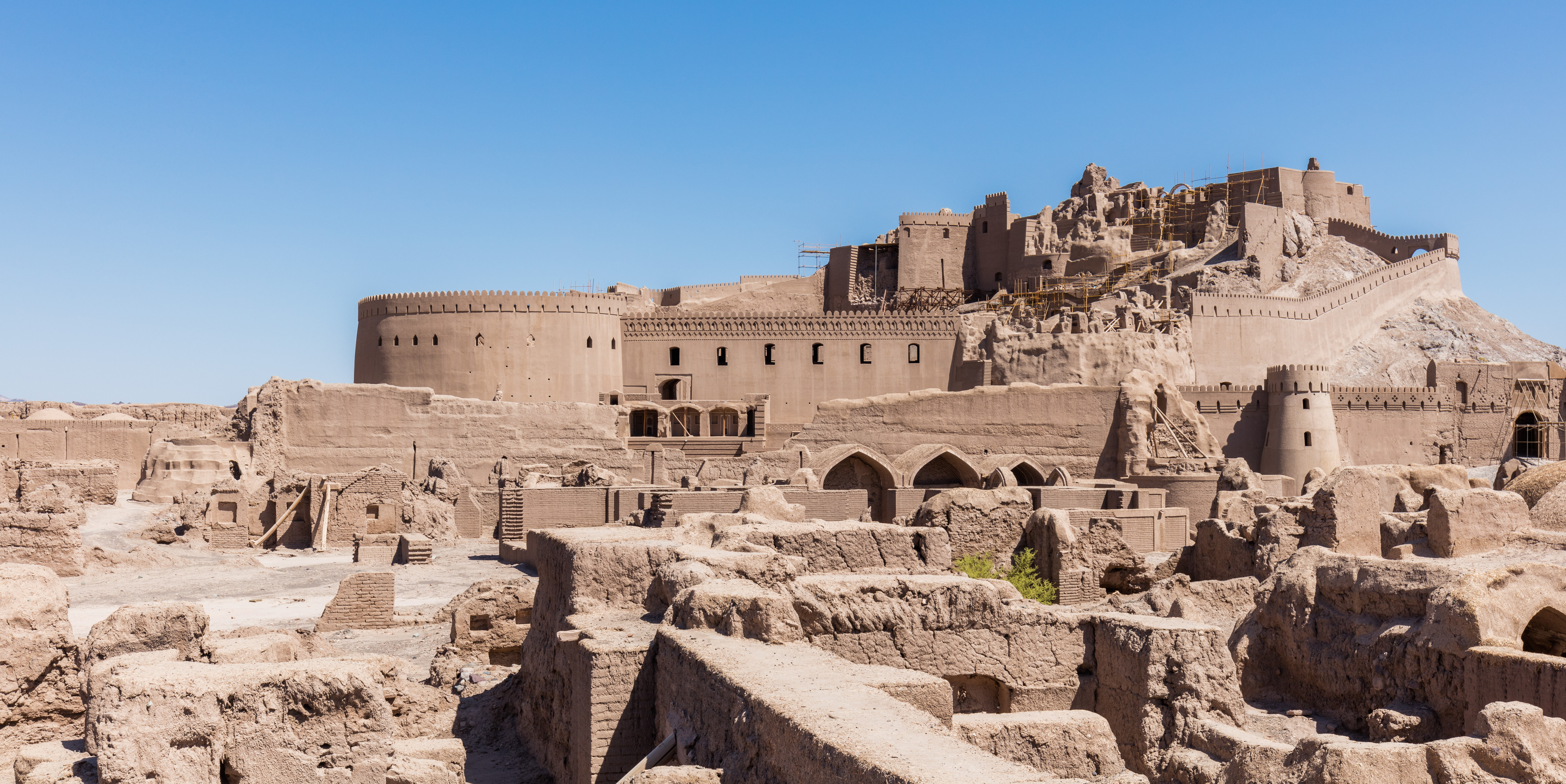
2004年獲得登錄，世界遺產編號第1208號的巴姆古城

預備名單（Tentative Lists，或稱暫定清單）為各締約國在登記為世界遺產前，向世界遺產中心提交的名錄。各締約國在提名登記《世界遺產名錄》前，該項目至少需要在預備名單內超過一年，世界遺產中心鼓勵締約國至少每十年重新審查和提交其預備名單，預備名單需要以英文或法文撰寫。
不在預備名單上的項目，原本不被允許向世界遺產委員會登記和推薦，但2003年巴姆大地震使得伊朗巴姆古城受到嚴重損壞，之後在2005年修訂的《世界遺產公約工作指南》增列，當不可預見的情況，需要緊急註冊時，可以採「緊急登記建議」方式登記。
當預備名單中獲得締約國提名的項目在世界遺產委會審議通過，該項目就會從締約國的預備名單中刪除。

### 世界遺產的命名
世界遺產的官方名稱，使用英文與法文，諮詢機構在實地調查時，可能提出建議，以更好的描述該項目:15。列入《世界遺產名錄》後名稱亦可以更改，例如1979年通過，編號第31號的項目，原登錄名稱為「奥斯威辛集中营」，後來改為「前納粹德國奧斯維辛－比克瑙集中營（1940－1945年）」，以強調其為納粹德國時期的設施:15；另外，1996年通過，編號第757號的爱尔兰「斯凯利格·迈克尔岛」項目，原登錄名稱採用英語名稱「Skellig Michael」，後為尊重當地文化，改用苏格兰盖尔语名稱「Sceilg Mhichíl」:77。

### 保護區與緩衝區
世界遺產項目需要界定其保護區與緩衝區，保護區為該項目需要保護的核心區域，緩衝區可視需要設立或不設立。緩衝區的構想源自於自然保護區，而文化遺產同時應用此概念。在法國，歷史古蹟規定為周邊500公尺，世界遺產則未限定緩衝區範圍:60-62。《世界遺產公約工作指南》修訂版規定，世界遺產預設為要設立緩衝區，若無設置要說明理由。
緩衝區不具有遺產價值，但其作為核心保護區域與一般區域的緩衝，緩衝區內會限制開發:156-157, 230。另外，未列入緩衝區，但可能有影響的區域，世界遺產委員會認為也需要列入管理。例如英國伦敦塔附近的碎片大厦未在緩衝區內，但其超過300公尺的高度影響了倫敦塔的景觀，世界遺產委員會曾對表示關注，但沒有採取任何進一步措施:24-25。部分人士認為限制過多將會妨礙城市的整體發展:25-29。

另一個案例為德國的科隆主教座堂，因為附近高樓層建築的興建將破壞其景觀，科隆主教座堂於2004年被列入瀕危遺產，甚至一度被討論是否要從《世界遺產名錄》中除名，但在2006年其由瀕危遺產除名:38。它是首例以周邊開發對景觀的破壞為由，而被列入瀕危遺產的案例，當時引發廣大的爭論，部分人士擔心，未來各歷史名城都會出現類似的問題:45。

### 登錄基準
被提名的遺產，必須具有「突出的普世價值」以及至少滿足以下十項基準的其中一項，其中（i）至（vi）項為文化遺產的基準，（vii）至（x）項為自然遺產的基準。

#### 文化遺產基準
- （i）表現人類創造力的經典之作。
- （ii）在某期間或某種文化圈裡對建築、技術、紀念性藝術、城鎮規劃、景觀設計之發展有巨大影響，促進人類價值的交流。
- （iii）呈現有關現存或者已經消失的文化傳統、文明的獨特或稀有之證據。
- （iv）關於呈現人類歷史重要階段的建築類型，或者建築及技術的組合，或者景觀上的卓越典範。
- （v）代表某一個或數個文化的人類傳統聚落或土地使用，提供出色的典範－特別是因為難以抗拒的歷史潮流而處於消滅危機的場合。
- （vi）具有顯著普遍價值的事件、生活的傳統、理念、信仰、藝術及文學作品，有直接或實質的連結（世界遺產委員會認為該基準應最好與其他基準共同使用）。

#### 自然遺產基準
- （vii）包含出色的自然美景與美學重要性的自然現象或地區。
- （viii）代表生命進化的紀錄、重要且持續的地質發展過程、具有意義的地形學或地文學特色等的地球歷史主要發展階段的顯著例子。
- （ix）在陸上、淡水、沿海及海洋生態系統及動植物群的演化與發展上，代表持續進行中的生態學及生物學過程的顯著例子。
- （x）擁有最重要及顯著的多元性生物自然生態棲息地，包含從保育或科學的角度來看，符合普世價值的瀕臨絕種動物種。

#### 完整性與真實性
世界遺產除了「突出的普世價值」、十項基準以外，還必須考量完整性（integrity）與真實性（authenticity）的要求。完整性適用於所有的遺產項目，真實性主要為針對文化遺產:2。完整性的概念原本用於自然遺產，指自然的、背景的、環境的完整，當遺產內或周邊有不當的開發，而危及遺產的本質，即減損了遺產的完整性，後將此概念延伸至文化遺產。真實性的概念經過時代演變，後以《奈良文件》中提出的概念為主。

### 提名流程
《世界遺產公約工作指南》規定了世界遺產名錄登記所需的前提、審查流程和登記後的保護狀況報告。提名的流程如下所示：
| 締約國政府從預備名單提名                                                       | 締約國政府從預備名單提名                                       |
| ------------------------------------------------------------------------------ | -------------------------------------------------------------- |
| ↓                                                                              |                                                                |
| 世界遺產委員會敦請諮詢機構評估                                                 |                                                                |
| ↓                                                                              | ↓                                                              |
| 國際文化紀念物與歷史場所委員會（ICOMOS）針對申請文化遺產項目實地調查、提出建議 | 世界自然保護聯盟（IUCN）針對申請自然遺產項目實地調查、提出建議 |
| ↓                                                                              | ↓                                                              |
| 世界遺產委員會最終審議                                                         |                                                                |
| ↓                                                                              |                                                                |
| 正式登錄                                                                       |                                                                |

### 世界遺產委員會最終審議
世界遺產委員會最終審議的結果可分為四類，分別為列入名錄（Inscribe）、要求補報（Refer）、要求重報（Defer）、決定不予列入（Not to inscribe）。
「列入名錄」為正式承認在《世界遺產名錄》上登錄；「要求補報」為該項目已證實具備世界遺產要求的條件，但保存計畫等尚未完備，需要申請國補充資料，於次一年的世界遺產委員會重新審查，若在「要求補報」狀態達三年仍尚未入選，需退回至最初申請程序:96；「要求重報」為該項目尚未達到世界遺產要求的條件，必須重新提交文件，再重新安排諮詢機構實地調查，「要求重報」項目再進入世界遺產委員會審查，通常至少要再經過2年:39；「決定不予列入」為該項目未達到世界遺產的基準，除非有新的科學事證，可證明該項目具有「突出的普世價值」，否則不能再提報:19。世界遺產委員會在認定申請項目為「決定不予列入」前，會告知申請國自行撤回，但仍有少數申請案件執意提報而被判定為「決定不予列入」:41。

### 世界遺產的監測、變更與除名
已列入《世界遺產名錄》的項目，每6年需提供一份定期報告，以更新保護狀態與相關資訊:91-92。另外UNESCO規劃當遺產受到威脅時，須採取反應監測（Reactive Monitoring），原本此構想為針對瀕危遺產，但也適用於其他的世界遺產項目:40。
世界遺產項目若是調整緩衝區範圍，增加或減少保護區內容，需要做保護範圍的變更。變更可以分為小變更（Minor modifications）與重大變更（Significant modifications），兩種變更的區隔無明文規定，由世界遺產委員會認定。根據《世界遺產公約工作指南》，重大變更為可能影響「突出的普世價值」，需要與新申請項目一樣，經過諮詢機構評估，並在世界遺產委員會通過；小變更則不需要經過諮詢機構評估，僅需在世界遺產委員會通過。
另一方面，已列入《世界遺產名錄》中的項目，當失去「突出的普世價值」價值，經世界遺產委員會決議後，將會從《世界遺產名錄》中除名。截至2025年，有3件曾經列為世界遺產的項目被除名，分別是2007年阿曼的阿拉伯羚羊保护区、2009年德国的德勒斯登易北河谷、2021年英国的利物浦海事商城。曾任UNESCO總幹事的松浦晃一郎認為，當出現世界遺產除名案例，可促進各國更重視已登錄為世界遺產項目的保護:34。

### 瀕危遺產

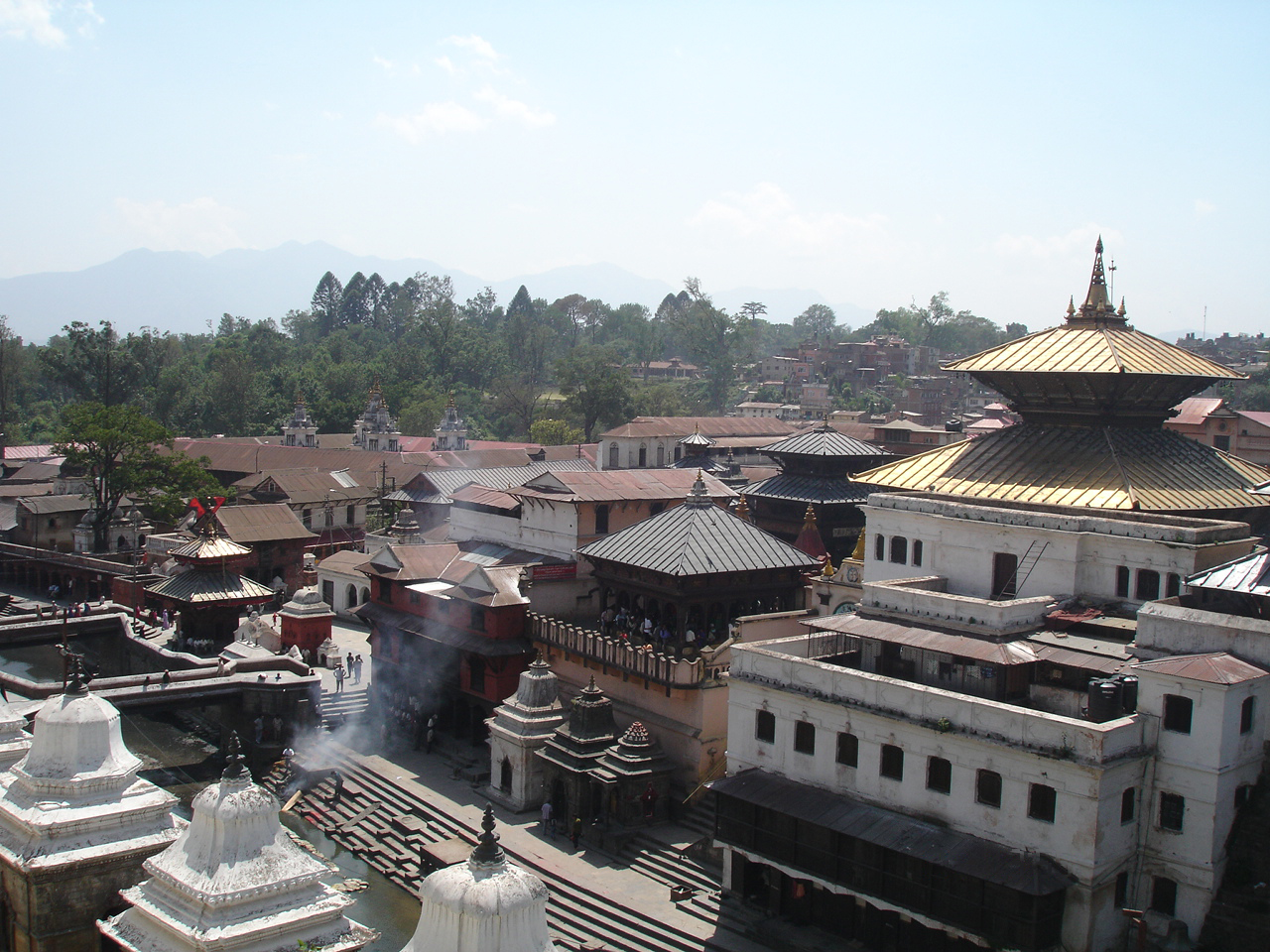
1979年獲得登錄，世界遺產編號第121號的加德满都谷地，2003－2007年被列為瀕危遺產

瀕危遺產為面對可能遭受破壞威脅的遺產，這些原因包括战争、自然灾害、污染、偷獵、不當的城市化、超限旅遊等。設置《瀕危世界遺產名錄》的目的，為喚起國際社會對這些瀕危遺產的關注。世界遺產委員會可以從世界遺產基金提供直接財政援助，亦可制定因應計畫、促請遺產所在地國家採取行動，以保護此類遺產。
瀕危遺產的運作方式與一般世界遺產不同，一般世界遺產的提名只能由遺產所屬締約國政府提出，根據《世界遺產公約》第11.4條以及《世界遺產公約工作指南》第177至191項，將世界遺產項目列為「瀕危遺產」可由任何個人或團體申請，經過世界遺產委員會審議通過後，即可列為瀕危遺產。截至2025年，共有53項瀕危遺產。
登記為瀕危遺產原則上不需要經由擁有國本身的同意，但一般世界遺產委員會會諮詢擁有國的意願，不會強行登記。各國對於世界遺產項目被註記為「瀕危遺產」，有些會視為恥辱並極力抗拒；有些則是相當歡迎該項目被列為「瀕危遺產」:98。世界遺產委員會強調列為「瀕危遺產」不是懲罰，而是在列為瀕危遺產後可明瞭遭受破壞威脅的情形，並積極給予改善:72-73。

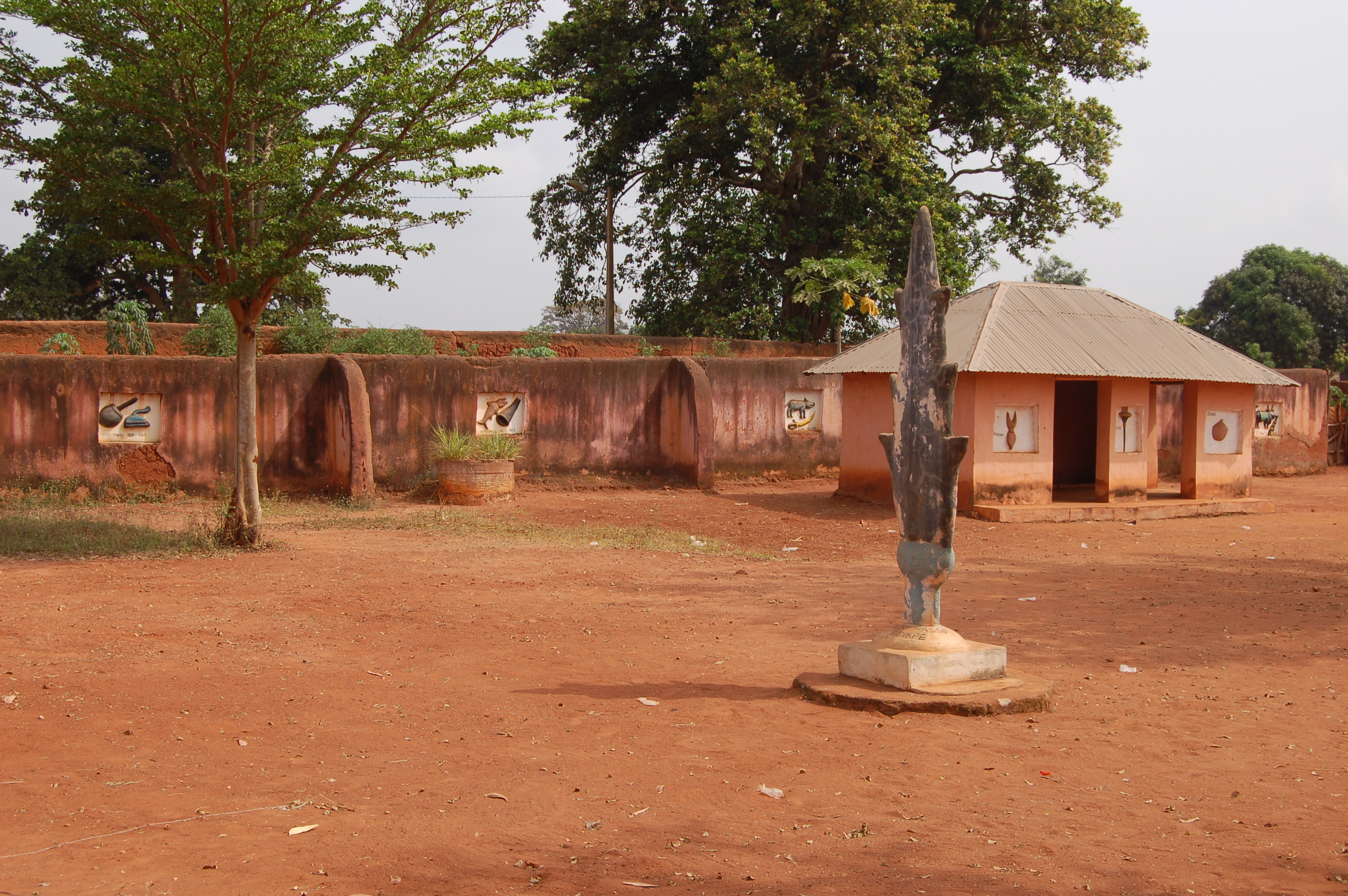
1985年獲得登錄，世界遺產編號第323號的阿波美王宫，1985－2007年被列為瀕危遺產

尼泊尔的加德满都谷地於1979年列為世界遺產，1992年有人提議因該地的城市化會使遺產遭受危險，但因尼泊爾政府強力反對而作罷:213-214；2003年因改善有限，世界遺產委員會逕自將其列為瀕危遺產，2007年則因獲得較大改善因而從瀕危遺產除名:237；2015年因地震造成遺產破壞，有人提議列為瀕危遺產，尼泊爾政府強力反對，希望給一年寬限期以做改善:18；一年後（2016年），再度有人提議，尼泊爾政府仍反對，並希望再給一年寬限期；2017年尼泊爾政府再獲得一年寬限期:28-29。
贝宁的阿波美王宫則是另一種類型的案例，1985年因龍捲風造成阿波美王宫的損害，因應貝南政府提出的要求，阿波美王宫當年同時登錄在世界遺產以及瀕危遺產名單中，自此開始由多個國家的專家及機構所參與的修復工程，於2007年由瀕危遺產名單中除名。

### 跨國遺產
世界遺產中還有跨越多個國家的跨國遺產，UNESCO表示提名表最好由各持有國共同撰寫，並聯合設立專門機構管理。具備跨國遺產概念的自然保護區，其起源比世界遺產機制本身還要古老，例如跨越美國與加拿大的沃特頓-冰川國際和平公園於1932年設立，1995年登錄為世界遺產:17, 23。而後文化遺產仿造自然遺產的方式施行，例如跨越歐洲七個國家，2021年登錄為世界遺產的欧洲温泉疗养胜地。

## 世界遺產統計
世界遺產委員會將世界劃分為五個地理區域，分別為：阿拉伯國家、拉丁美洲和加勒比地區、非洲、亞洲和太平洋地區、歐洲和北美地區。下表為五個地理區域截至2025年的統計數據：
| 區域                 | 文化遺產 | 自然遺產 | 複合遺產 | 合計  | 百分比 | 擁有世界遺產的締約國 |
| -------------------- | -------- | -------- | -------- | ----- | ------ | -------------------- |
| 拉丁美洲和加勒比地區 | 105      | 40       | 8        | 153   | 12.26% | 28                   |
| 歐洲和北美地區       | 496      | 72       | 12       | 580   | 46.47% | 50                   |
| 亞洲和太平洋地區     | 220      | 73       | 13       | 306   | 24.52% | 36                   |
| 阿拉伯國家           | 88       | 6        | 3        | 97    | 7.77%  | 18                   |
| 非洲                 | 63       | 44       | 5        | 112   | 8.97%  | 38                   |
| 總計                 | 972      | 235      | 41       | 1,248 | 100%   | 170                  |

截至2025年，各國擁有世界遺產數量前十名依序為：義大利（61）；中華人民共和國（60）；德國（55）；法國（54）；西班牙（50）；印度（44）；墨西哥（36）；英國（35）；俄羅斯（33）；伊朗（29）。
-{zh-hant:
;zh-hans:
}-

## 相關議題

### 登錄國的不平衡

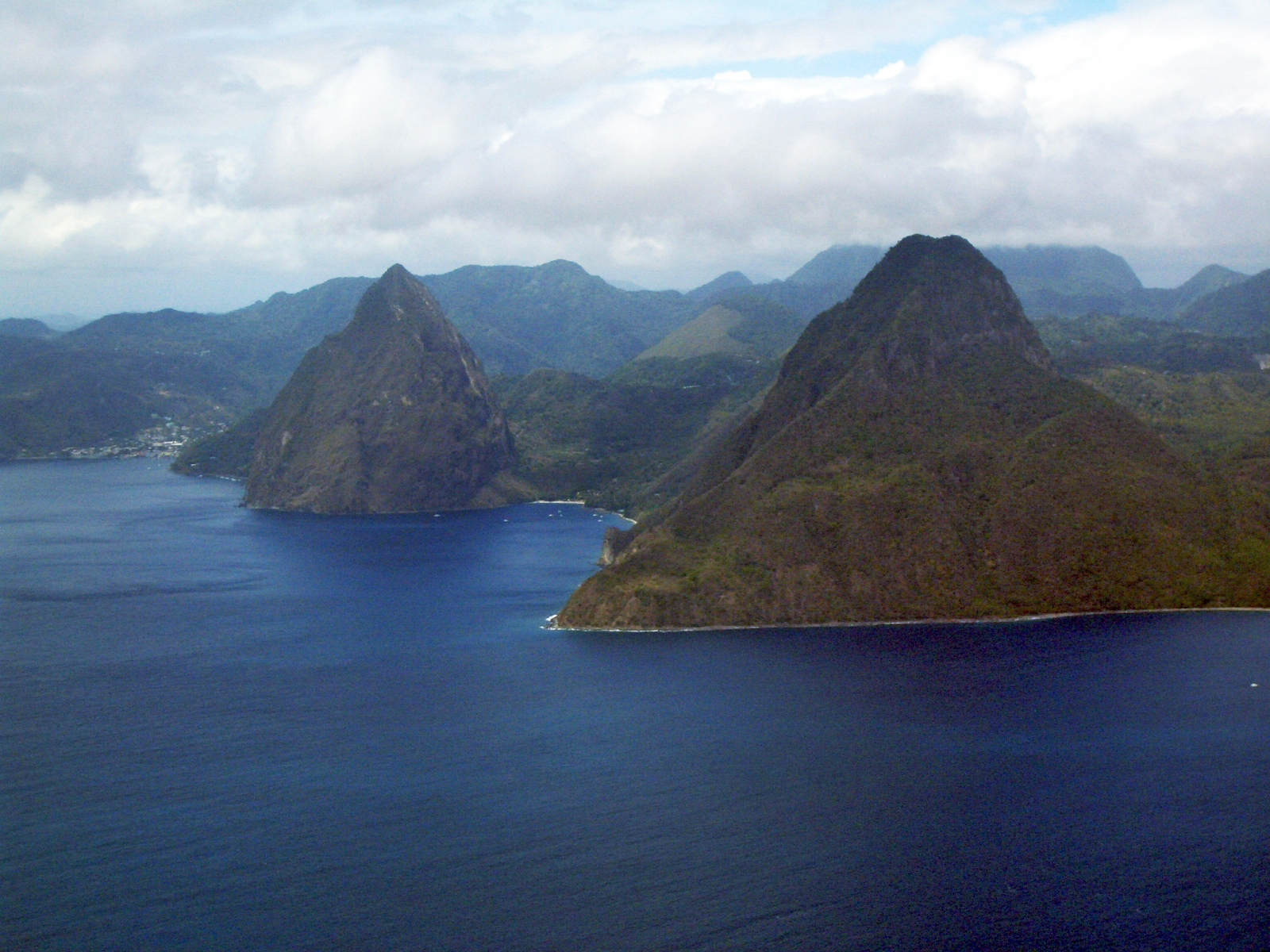
2004年獲得登錄，世界遺產編號第1161號的皮通山保護區

部分締約國擁有大量的世界遺產，但是仍有26個締約國沒有任何世界遺產。日本歷史學家羽田正表示，西亚地區世界遺產嚴重欠缺，其根源為現今文化財產保護的機制源至於歐洲，對西亞來說是一個新的概念，世界遺產的制度設計太偏向西方中心主義:197-204。
在2000年以前，世界遺產委員會由少數締約國主導，有10個締約國曾經三度擔任委員會成員國，特別是義大利被點名利用其長期在委員會，大量提名該國地點成為世界遺產。針對這個問題，後來《世界遺產公約工作指南》修正為，委員會成員國應「自願」將任期由6年縮短至4年，委員會中成員國最低配額為非洲4席；亞洲和太平洋地區3席；歐洲和北美地區、拉丁美洲和加勒比地區、阿拉伯國家各2席（最低配額合計13席，總席次為21席）:139-140。
對於部分經濟不發達的小國，登錄世界遺產為該國的大事，希望能帶動旅遊觀光，例如圣卢西亚積極推動皮通山成為世界遺產。部分人士認為世界遺產的登錄應該優先考慮尚未有世界遺產的締約國，部分則認為世界遺產登錄不應對不同締約國有不同的標準:4。
對於小國而言，登錄世界遺產可能面臨兩個障礙，第一為資金，第二為語言。日本在推動琉球王國的城堡以及相關遺產群成為世界遺產的直接費用據說超過1億日圓:221，周邊相關費用則高達數十億日圓:9，對於財力不充裕的小國可能形成負擔；另外，世界遺產的申請文件必須用英語或法語撰寫，對於部分締約國，可能難以尋覓精通英語或法語，同時對該國遺產價值有深刻了解的人士:11。

### 新型態世界遺產
1994年世界遺產委員會啟動的全球性策略，揭示「文化景觀」、「工業遺產」、「20世紀遺產」等型態的遺產需要深入探討。同一年，世界遺產委員會在馬德里舉行的专家會議上提出「文化路徑」的概念。

#### 文化景觀
1992年世界遺產引進「文化景觀」類型，指人類與自然環境經長時間相互影響所形成具有歷史、美學、民族學或人類學價值之場域，第一個採用文化景觀概念的世界遺產為新西兰的東格里羅國家公園（1993年擴展）:150-151。1986年蘇格蘭的聖基爾達島登錄為自然遺產，當時ICOMOS認為該地應有文化遺產的價值，但當時沒有文化景觀的類型，所以未列為文化遺產。2005年聖基爾達島以符合文化景觀的條件被登錄為文化遺產，成為兼具自然遺產與文化遺產的複合遺產:23-24。現今文化景觀概念已被廣泛接受，甚至有人說它是21世紀申請世界遺產的主流類型:13，但由於大量案件以符合文化景觀的概念申請世界遺產，ICOMOS對其價值的判斷變得更加嚴格:132-133。

#### 工業遺產
工業遺產為文化遺產其中一種類型，在世界遺產設立之初即獲得討論，相關組織國際工業遺產保護委員會（TICCIH）為ICOMOS的諮詢機構。工業遺產在1987年英國新拉纳克申請世界遺產後獲得重視，1994年世界遺產委員會全球性策略發布後，工業遺產的數量逐漸增加:10-12。但在1994年世界遺產委員會上，部分與會代表對於德國弗爾克林根鋼鐵廠這種未經修飾的現代工廠可列為世界遺產感到疑惑。傳統工業遺產往往以起源於英國的工業革命為中心，但西班牙的拉斯梅德拉斯為羅馬帝國時期的金礦遺跡，其入選世界遺產讓工業遺產的範疇更為廣泛:162-166。

#### 20世紀遺產
20世紀遺產顧名思義為以20世紀建造的建築物為對象的文化遺產，但有時候年代可延伸至19世紀後期，亦可稱為近代遺產（Modern Heritage）。早期一些案例以美學觀點列入世界遺產，如安東尼·高第的建築作品:168-170。澳大利亞悉尼歌剧院於1981年開始申請世界遺產，據說當時對此建築物的評價尚未完全確定，最終在2007年獲得列入世界遺產。有人認為世界遺產不應該紀念個人建築師，因此如路德維希·密斯·凡德羅設計的圖根哈特別墅、路易斯·巴拉甘故居和工作室、勒·柯布西耶的建筑作品等項目審議過程遭受推遲:37，也有人批評現行20世紀遺產概念太偏向歐洲中心主義:176-178，ICOMOS成立20世紀遺產國際學術委員會（ISC20C）探討相關議題。

#### 文化路徑

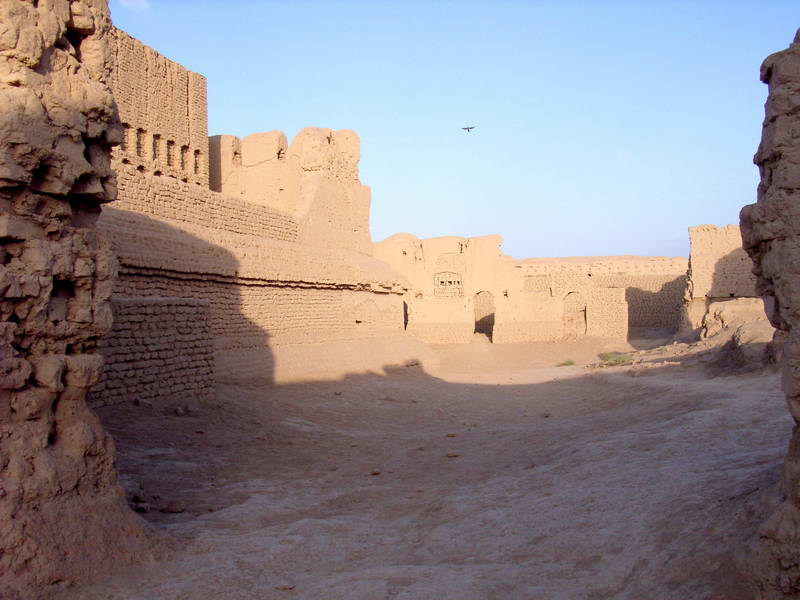
高昌古城為2014年登錄，世界遺產編號第1442號的「絲綢之路：長安－天山廊道的路網」33處地點之一

文化路徑用主題故事將多個地點串聯，以達到多元交流與理解，主題可以是宗教、文藝、族群、產業等。例如跨越中華人民共和國、哈萨克斯坦、吉尔吉斯斯坦的世界遺產「絲綢之路：長安－天山廊道的路網」，將形成於西元前2世紀至西元1世紀、持續使用至16世紀，在東西文化交流扮演了重要角色的絲路作為主題，將重點城鎮遺蹟、商貿城市、交通遺蹟、宗教遺蹟及相關遺蹟等33處地點納入。

文化路徑的概念在1993年聖雅各之路列入世界遺產後，1994年11月在馬德里舉行的専家會議上首度提出；1998年ICOMOS成立「文化路徑國際委員會」（CIIC）；CIIC在2005年完成文化路徑內容細則；ICOMOS在2008年公布《文化路徑憲章》，揭示文化路徑整體構想、管理與保護機制。文化路徑反映當代文化資產保存的整合思維，遺產保護不只是單純的修復與保存，還涉及環境教育、博物館詮釋、產業振興、觀光發展、文化認同、人才培育等面向，而成為一個整合性的地方發展戰略。

### 世界遺產數量的上限
世界遺產計畫規劃初期，曾有提議為上限數量為100個:289，但在1981年第五屆世界遺產委員會已達110個，2015年第39屆世界遺產委員會時超過1,000個，而且至今數目仍持續增加。早期通過的世界遺產如中華人民共和國的长城、埃及的吉薩金字塔群、澳大利亞的大堡礁、印度的泰姬陵等均具有高知名度，但隨著世界遺產數量的增加，有人士指出許多難以辨識「突出的普世價值」卻列為世界遺產的項目正在增加中:90-94，世界遺產項目不斷擴大，將減損世界遺產的品牌價值:28。ICUN表示，世界遺產從未打算過要將世界上所有的生態系統全部列入，而且已有其他計畫如湿地公约、人與生物圈計劃，列入世界遺產的數量應有上限；ICOMOS從保護遺跡的觀點切入，表示列入《世界遺產名錄》可有效提醒該地政府做好保護工作，名錄內的數量不該設立上限:169。

### 遊說活動

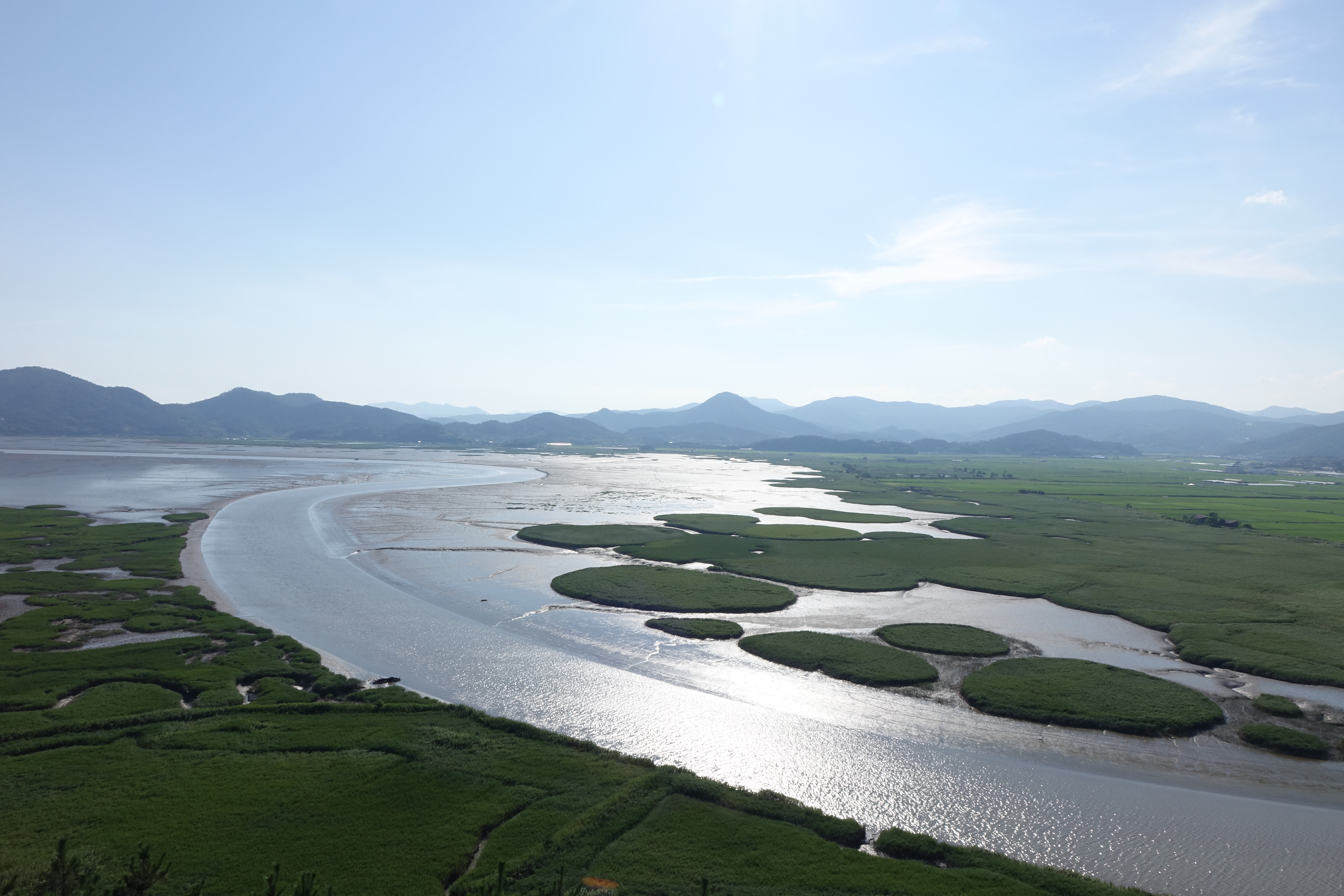
2021年獲得登錄，世界遺產編號第1591號的韩国滩涂

隨著世界遺產受到各國關注，遊說活動日益興盛，目的希望自己國家提名的項目被登錄為世界遺產。根據《世界遺產公約工作指南》，在諮詢機構（ICOMOS、IUCN）提出建議報告至世界遺產委員會最終審議之間，通常約有數個月的時間，此階段常有大規模的遊說活動，並使得諮詢機構提出的建議在最終審議時被推翻:43-44。例如大韓民國提報的韩国滩涂原本IUCN建議為「退回重報」，2021年世界遺產委員會最終審議時卻翻盤為「入選」。

在第35屆世界遺產委員會舉辦時，IUCN表示對部分保護措施尚不完善的地點，卻獲得世界遺產委員會通過而入選世界遺產的情況表示擔憂:222-223。在紀念《世界遺產公約》通過40週年的會議上，前世界遺產中心主任伯恩·馮·德羅斯特（Bernd von Droste）對於世界遺產委員會由外交官而非專家主導的現象表示憂心:7。在第41屆世界遺產委員會舉辦時，擔任主席的亞賽克·佩夏拉則表示，各國在世界遺產委員會中的發言時常為政治性考量:29。

### 政治介入
政治介入世界遺產的案例屢見不鮮，有兩個引發嚴重紛爭的案例「希伯仑」與「柏威夏寺」。希伯侖位於約旦河西岸，為巴勒斯坦國與以色列有領土爭議地區。巴勒斯坦國一直積極推動希伯侖登錄為世界遺產與瀕危遺產，但遭以色列強烈反對。巴勒斯坦國多次申請失敗後，於2017年獲世界遺產委員會通過，希伯侖順利登錄為世界遺產。該案通過後，美國與以色列相繼退出UNESCO，表達對於此案的強烈不滿。
柏威夏寺在柬埔寨與泰国邊界，兩國對於柏威夏寺的歸屬長期存有爭議。2008年由柬埔寨向世界遺產委員會申請，柏威夏寺成功登錄世界遺產。後引發柬、泰兩國局勢緊張，2008－2011年間兩國為此爆發軍事衝突，造成多人傷亡。
除了上述兩個案例之外，其他如朝鲜民主主义人民共和国與中華人民共和國對於高句丽時期的古墳群歸屬有爭議，後來雙方各自就境內遺產，分別登記為編號1091號「高句丽古墓群」與編號1135號的「高句丽王城、王陵及贵族墓葬」:50。1996年日本「原爆圆顶馆」在世界遺產委員會最終審議，中華人民共和國反對，表示日本只強調自己為受害者；美國則在投票時棄權:26。2015年日本以「明治工业革命遗迹：钢铁、造船和煤矿」項目申請世界遺產，引發中華人民共和國、大韓民國抗議日本將有奴役勞工、戰俘和宣揚軍國主義的地點列為世界遺產。
中华民国在1971年10月25日联合国大会第2758号决议通过后失去联合国会员国身份，无法批准公约，该国自然和文化遗迹因此没有资格列入《世界遗产名录》。后曾多次申请加入联合国教科文组织，但均遭到拒绝。2003年中華民國文化部公布12處臺灣世界遺產潛力點，包括太鲁阁国家公园、阿里山森林铁路、玉山国家公园等，以與國際同步，吸收最新文化資產保存維護觀念。

### 氣候變遷與世界遺產

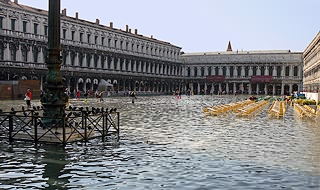
1987年獲得登錄，世界遺產編號第394號的威尼斯及其潟湖洪水氾濫的問題日益嚴重

全球变暖對於全球環境造成巨大影響，也對於許多世界遺產造成不可預測的危機。2007年UNESCO發布「氣候變遷與世界遺產案例分析」，其中揭示26個備受全球变暖威脅的世界遺產案例，包括冰川、海洋、陸地生態保護區、考古遺跡、歷史都市與聚落等。秘鲁瓦斯卡兰国家公园的冰河持續後退，往後的50年，冰河很可能會完全的消失，同樣的情況也發生在坦桑尼亚的乞力马扎罗国家公园、瑞士的阿萊奇自然保護區；澳大利亞的大堡礁因海水溫度上升、二氧化碳濃度上升，使得許多的珊瑚礁產生了白化現象；在印度與孟加拉交界的蘇達班為全球最大的紅樹林帶，因為海平面上升可能使得75%的紅樹林消失；秘鲁的昌昌城考古地區，因罕見的暴雨、地下水位上升、鹽分侵入使得遺址破壞持續擴大；義大利威尼斯因氣候變遷加劇、海平面上升、地層下陷等因素，洪水氾濫的問題日益嚴重。
2022年UNESCO及IUCN發表的報告《世界遺產—冰川：氣候變化的哨兵》:3指出：由於全球暖化，到了2050年世界遺產中的冰川有三分之一將會消失。諸如非洲的乞力馬扎羅山國家公園及肯尼亞山、亞洲的中國雲南三江並流保護區（冰川質量減損第一名，相較於2000年）:21、歐洲的庇里牛斯山、拉丁美洲的阿根廷盧斯阿萊爾塞斯國家公園（冰川質量減損第二名）以及北美洲的美國黃石國家公園及優勝美地國家公園等。統計50個世界遺產大概有18,600處冰川，面積約為66,000平方公里，幾乎佔地球冰川總面積的10%。冰川生態系統是重要資源，具有豐富生物多樣性，並可提供許多生態系統服務。如果全球升溫不超過 1.5°C（相較於前工業時期），還有可能挽救另外三分之二的冰川。

### 過度商業化
超限旅遊（Overtourism，或稱過度旅遊）在世界遺產出現之前就已存在，被認為是對於遺產的保護有所危害。

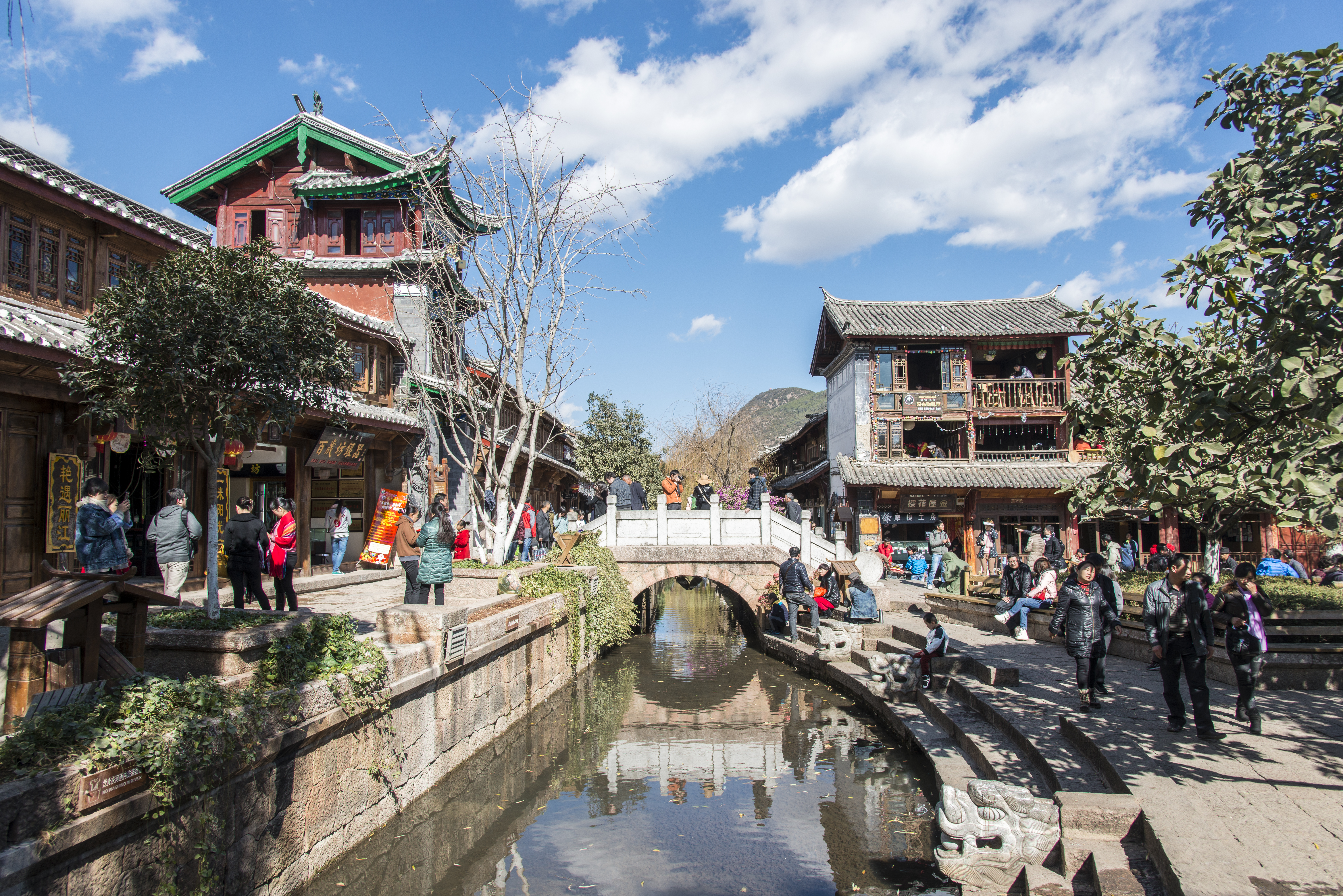
1997年獲得登錄，世界遺產編號第811號的丽江古城

對於許多地方的政府與民眾而言，世界遺產為旅遊的金字招牌，可帶來豐厚收益，但是過度商業化卻可能帶來許多負面的影響，中華人民共和國丽江古城為一個案例。麗江古城保留了納西族人的傳統街道與風俗，在1997年登記為世界遺產前，1995年遊客人數約70萬人，但於2006年快速成長至370萬人，眾多遊客帶來的廢水未妥善處理，使得當地的水質明顯惡化。另一方面，隨著商業活動的急速擴大，當地高漲的房價與物價導致原居民遷出，納西族人從1997年約16,900人減少至2005年6,000人，納西族人的原始生活領域與傳統文化受到威脅:204-210, 238-241。
然而，亦有登錄為世界遺產，對於旅遊限制更嚴格的例子。日本「神宿之島」宗像·沖之島及相關遺產群原本因宗教理由禁止女性進入，在登錄為世界遺產後除神職人員以外完全禁止進入，限制較登錄為世界遺產前更嚴格:7。

ICOMOS在1976年發布《文化旅遊憲章》，呼籲以負責任的旅遊方式對待文化遺產。另一方面，世界遺產委員會於2001年開始制定「世界遺產與永續旅遊計畫」，協助貧困國家制定政策，以在當地居民的經濟利益與遺產地保護之間取得平衡。

## 参見
- 每年度入选世界遗产列表
- 濒危世界遗产名录
- 各國世界遺產數列表
- 前世界遗产列表
- 非物质文化遗产
- 人與生物圈計劃
- 世界记忆计划
- 世界七大奇迹
- 联合国教科文组织
- 世界遺產委員會
- 世界遗产城市组织
- 臺灣世界遺產潛力點

## 外部連結
- （英文）（法文）聯合國教科文組織世界遺產中心（页面存档备份，存于）
- （英文）（法文）聯合國教科文組織世界遺產名單（页面存档备份，存于）
- （英文）（法文）《世界遺產公約》（页面存档备份，存于）
- （简体中文）《保护水下文化遗产公约》（页面存档备份，存于）